# إياس (اسم)
إياس هو اسم علم مذكر من أصل عربي، و معناه الصقيع الشديد و البرد.

## شخصيات تحمل الاسم
- إياس أبو غزالة (ممثل سوري، 4 أغسطس 1979 – )
- إياس بن البكير (صحابي من السابقين الأولين)
- إياس بن ثعلبة
- إياس بن قبيصة الطائي
- إياس بن معاوية المزني
- إياس سمير الهاجري
- إياس بن معاذ

## وصلات خارجية
- موسوعة السلطان قابوس لأسماء العرب